# لودرية أوتريخت
لودرية أوتريخت تشكلت في 1528 عندما احتل كارلوس الخامس أسقفية أوترخت، أثناء الحروب الخيلدرية.